# Diego Romancikas
Diego Gastón Romancikas (Buenos Aires, 8 febbraio 1977) è un allenatore di calcio ed ex calciatore argentino, di ruolo difensore.
È soprannominato El Polaco.

## Caratteristiche tecniche
Giocava come volante (mediano davanti alla difesa) o più spesso come difensore centrale.

## Carriera
Cresce nel Deportivo Español di Buenos Aires, con cui esordisce in Primera División nel 1996. Disputa altre tre partite nel massimo campionato argentino nella stagione 1997-1998, conclusa con la retrocessione della squadra nel campionato Nacional B.
Dopo una stagione nella serie cadetta, si trasferisce in Europa giocando per un breve periodo nel Bristol City (in Second Division inglese), dove rimane sei mesi accusando problemi di ambientamento. Si sposta quindi in Italia, e dopo alcuni provini infruttuosi viene ingaggiato dal Bojano, in Serie D; l'anno successivo fa parte del gruppo di calciatori sudamericani agli ordini di Mario Kempes in predicato di vestire la maglia del Fiorenzuola, militante nel campionato italiano di Serie C2. A causa del mancato passaggio di proprietà della società emiliana il trasferimento non si concretizza, e insieme a Marcos Lencina e Daniel Bisogno passa al Fanfulla, per altre due stagioni in Serie D.
Nel 2003 passa alla Castellana di Castel Goffredo, nell'Eccellenza lombarda, e poi prosegue la carriera tra i dilettanti lombardi, con l'eccezione di una parte della stagione 2006-2007 giocata con il Cattolica. Veste le maglie di Feralpi Lonato, Chiari, Sirmionese, Orsa Corte Franca, Castiglione e Caravaggio.
Si ritira nel 2010, all'età di 33 anni. Nella stagione 2014 è preparatore atletico dello Shanghai Greenland.